# Comité de vigilance des intellectuels antifascistes

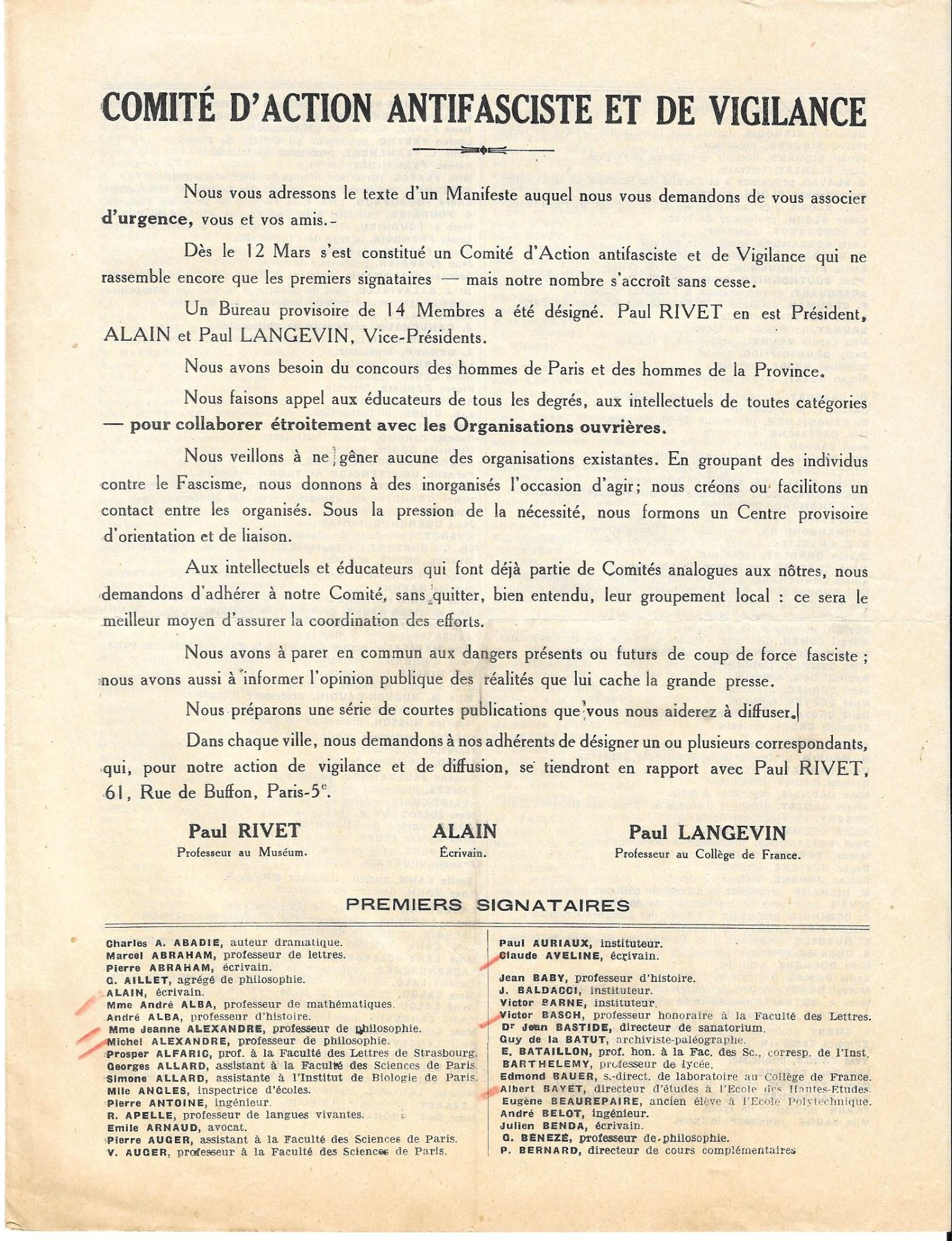
Manifeste du Comité d'action antifasciste et de vigilance, 1934.

Le Comité de vigilance des intellectuels antifascistes, ou Comité de vigilance antifasciste (CVIA), est une organisation politique française fondée en 1934, qui se divisa en 1936 puis périclita en 1939.
Résolument internationaliste, ce comité regroupait principalement des intellectuels francophones de gauche décidés à s'opposer à la montée du fascisme en France comme en Europe.

## Historique du CVIA

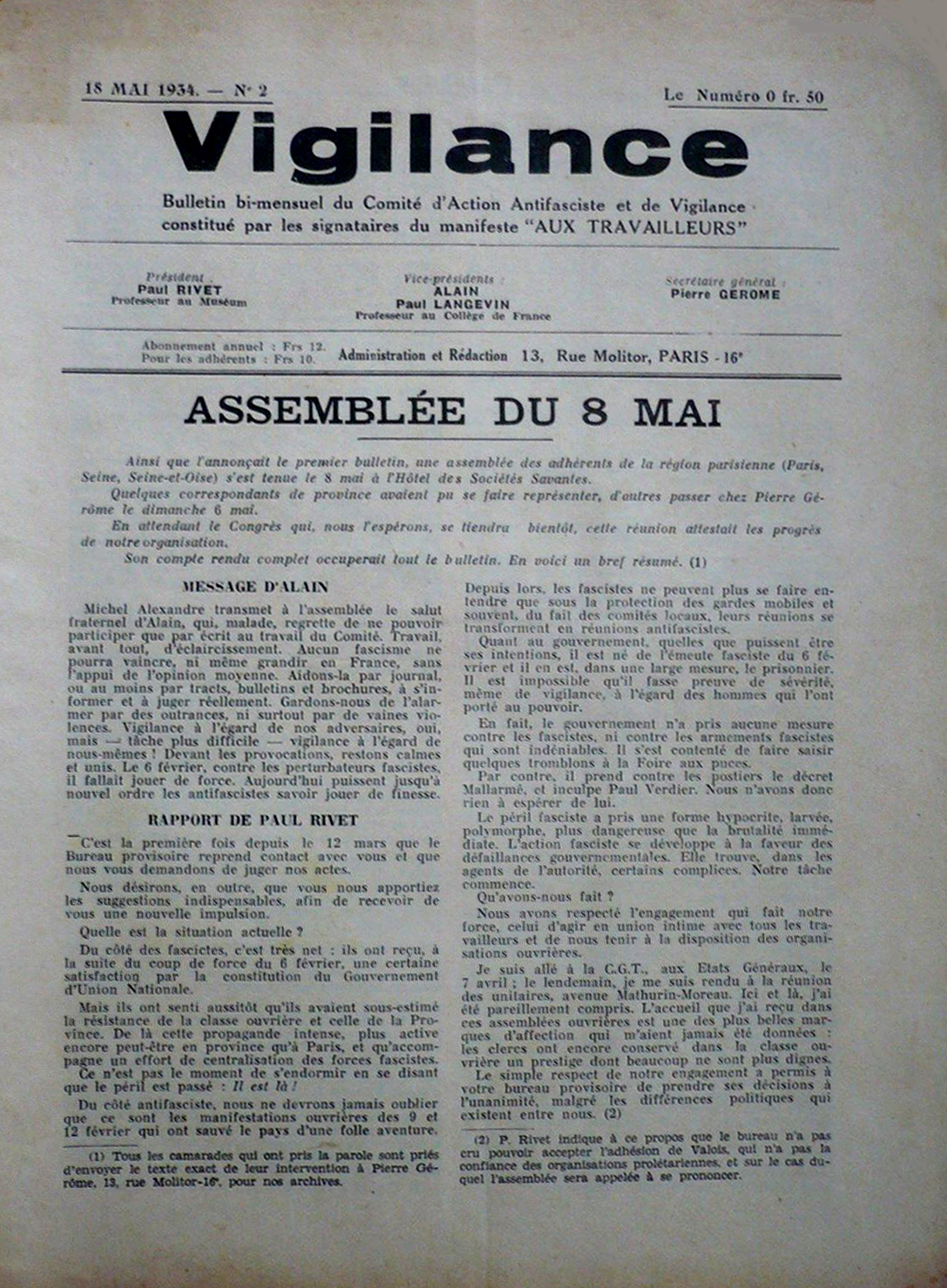
Vigilance no 2, bulletin bimensuel du Comité d'action antifasciste et de vigilance, 18 mai 1934.

Le CVIA a été fondé en mars 1934 en réaction aux violences anti-parlementaires du 6 février 1934. L'initiative en revient à Pierre Gérôme (pseudonyme de François Walter, auditeur à la Cour des comptes) qui avait d'abord contacté la CGT (André Delmas et Georges Lapierre, dirigeants du Syndicat national des instituteurs (SNI)).
Le CVIA sera créé sous le patronage de trois personnalités emblématiques de la diversité de la gauche :
- l'ethnologue Paul Rivet, socialiste ;
- le philosophe écrivain Alain, radical ;
- le physicien Paul Langevin, proche du communisme.

Le texte fondateur du CVIA est le manifeste « Aux travailleurs » (5 mars 1934), qui appelle à défendre « ce que le peuple a conquis de droits et de libertés publiques ». Son succès sera remarquable, recueillant en quelques semaines 2 300 adhésions et, à la fin 1934, plus de 6 000 signataires (professeurs et instituteurs, écrivains, journalistes).
Rassemblant en mars 1934 les trois grandes familles de la gauche, le CVIA apparaît comme un précurseur du Front populaire.
Le CVIA se déchirera dès 1936, prouvant la difficulté à conjuguer à gauche l'antifascisme et le pacifisme. Les partisans de la fermeté face à Hitler, même au prix d'une guerre, quittent le CVIA en deux temps :
- Au congrès de juin 1936 une minorité menée par Paul Langevin quitte la direction du CVIA.
- Après la crise de Munich (novembre 1938), la tendance pacifiste réaliste (Paul Rivet et Pierre Gérôme) quitte à son tour le CVIA. L'Union des intellectuels français pour la justice, la liberté et la paix est créée.

Ne restent donc plus que les pacifistes extrêmes (Michel Alexandre, Léon Émery). Certains anciens membres du CVIA se retrouveront dans la collaboration « républicaine » avec l'Occupant allemand (collaborer pour obtenir en échange la paix et le rétablissement de la République) au sein de la Ligue de pensée française. D'autres comme, André Delmas, Georges Lefranc ou encore André Salembier s'illustreront par leurs prises de positions pro-nazie.
Malgré ces errements, le CVIA restera un grand moment de l'histoire de la gauche et de l'antifascisme :
- il a contribué à rassembler les points de vue des partis composant le Front populaire ;
- il a incarné l'esprit de l'antifascisme et en a fait une tradition politique qui a influencé la résistance intérieure française. Paul Rivet a fait partie du Groupe du musée de l'Homme, André Philip ou encore Jacques Soustelle ont été des figures de la France libre.

Le CVIA éditait le bulletin Vigilance  (ISSN 2495-8123).

## Personnalités membres du CVIA

### Groupe dirigeant fondateur
- François Walter (d) (pseudonyme : Pierre Gérôme, auditeur à la Cour des comptes)
- Paul Rivet (ethnologue socialiste)
- Alain (philosophe et écrivain, radical)
- Paul Langevin (physicien, sympathisant communiste)
- André Delmas (SNI, CGT)
- Georges Lapierre (SNI, CGT)

### Autres membres
- Michel et Jeanne Alexandre (proches d'Alain)
- Colette Audry[c] (socialiste, syndicaliste, résistante)
- Jean Baby
- Victor Basch[d] (président de la Ligue des droits de l'homme, exécuté par la Milice en janvier 1944)
- Marcel Bataillon (universitaire hispaniste proche de Michel Alexandre)
- Albert Bayet (professeur, résistant)
- Jacques Bergier (écrivain)[6]
- Geneviève Bianquis (germaniste et universitaire)
- André Breton (écrivain)
- Georges Canguilhem (philosophe)
- Jean Cassou[e] (résistant, compagnon de la Libération)
- Maurice Chambelland[f] (syndicaliste)
- André Chamson[g] (résistant)
- Jean-Louis Crémieux (plus jeune adhérent, résistant)
- Francis Delaisi (journaliste et économiste socialiste, LDH, CVIA, puis collaborateur sous l'Occupation)
- Pierre George
- René Gosse (SFIO, brièvement PCF, doyen de la faculté des sciences de Grenoble, résistant tué en 1943)
- Jean Guéhenno
- Roger Hagnauer (instituteur, responsable parisien du Syndicat national des instituteurs, militant de la Révolution prolétarienne)
- René Iché
- Jules Isaac (historien, auteur du manuel Malet et Isaac)
- Frédéric Joliot-Curie
- Régine Karlin
- Marcel Lefrancq (PC belge)
- Jean Lescure (secrétaire de Jean Giono, animateur de la résistance littéraire sous l'Occupation à travers la revue Messages, homme de radio et de théâtre)
- André Malraux
- Pierre Monatte[h] (syndicaliste)
- André Mussat
- Paul Nizan
- Lucien Orfinger (résistant belge, fusillé en 1944)
- Jean Perrin
- André Philip[i] (socialiste, résistant)
- Robert Schnerb
- Jacques Soustelle[j]
- Albert Wolf (membre du Comité de défense des Juifs belge)
- André Wurmser
- Charlotte Perriand (architecte)

### Archives
- Un fonds d'archives du Comité de vigilance des intellectuels antifascistes est conservé à La Contemporaine.